# Ministero per Gozo
Il ministero per Gozo (in maltese Ministeru għal Għawdex, in inglese: Ministry for Gozo) è il ministero del governo di Malta responsabile dell'isola di Gozo, creato nel 1987.

## Elenco[1]
- Anton Tabone (1987-1996)
- Anton Refalo (1996-1998)
- Giovanna Debono (1998-2013)
- Anton Refalo (2013-2017)
- Justyne Caruana (2017-2020)[2]
- Clint Camilleri (2020-oggi)[3]